# وانگ چائو
وانگ چائو (انگلیسی: Wang Chao؛ زادهٔ ۲۳ مارس ۱۹۸۵) بازیکن بیسبال اهل چین است. در بازی‌های المپیک تابستانی ۲۰۰۸ شرکت کرده‌است.